# Simulium evillense
Simulium evillense är en tvåvingeart som beskrevs av Fain, Hallot och Bafort 1966. Simulium evillense ingår i släktet Simulium och familjen knott. Inga underarter finns listade i Catalogue of Life.